# 大橋聡子
大橋 聡子（おおはし さとこ、1981年1月10日 - ）は、福島中央テレビのアナウンサー。

## 略歴
大阪府豊中市出身。関西学院大学在学時には生田教室にも通っていた。
2003年に福島中央テレビに入社し、同局のアナウンサーになる。2009年からは、中山由佳からの引き継ぎで地上デジタル放送推進大使も務めていた。
第1子出産を控え、2019年5月から産休・育休入ることを自身のブログで発表。同年7月に男児を出産し、1児の母になる。2021年3月に復職した。
日本テレビに在籍していた丸岡いずみは関西学院大学の先輩にあたる。

## 担当番組
- ゴジてれシャトル[7]
- ゴジてれ土曜版 - 田部井華子休暇中の代理サブMC（2004年10月9日）、サブMC（2013年1月 - 2013年3月）
- おしえて！うつくしま
- こんにちはふくしま
- ゴジてれ金曜スタイル - 17時台サブMC（2007年7月6日 - 2008年3月29日）
- ゴジてれ Chu !
  - 第Ⅰ部 全曜日MC（2008年3月31日 - 2012年12月27日）
  - 第Ⅲ部 全曜日MC（2013年1月4日 - 2017年9月29日）
  - 第Ⅰ部・第Ⅲ部 月 - 木曜MC（2017年10月2日 - 2019年5月2日）
- 中テレニュース

## 福島中央テレビ以外
- 情報ライブ ミヤネ屋（読売テレビ - 2016年9月14日） - 同じく豊中市出身の林マオの代役として。前述の丸岡も大橋同様、林の代役として同番組に出演した（丸岡は9月16日）。